# Artur Stanisław Potocki
Artur Stanisław Potocki (Parigi, 27 maggio 1787 – Vienna, 30 gennaio 1832) è stato un nobile e ufficiale polacco.

## Biografia
Era figlio dello scrittore Jan Potocki e di Julia Lubomirska.

## Carriera
Prestò servizio nell'esercito polacco e fu aiutante del principe Jozef Poniatowski, maresciallo di Napoleone Bonaparte, e successivamente dello zar Alessandro I.
Nel 1822 acquisì il Palazzo Potocki a Cracovia e una residenza estiva a Krzeszowice. Successivamente i suoi discendenti costruirono ivi un palazzo, che fu la loro residenza principale fino al 1939.
Nel 1823 fondò la Bank wełniany a Oględów e una scuola maschile a Staszów.

## Matrimonio
Sposò, il 19 dicembre 1816 a Bila Cerkva, Zofią Branicką (11 gennaio 1790 - 6 gennaio 1879), figlia di Franciszek Ksawery Branicki. Ebbero quattro figli:
- Aleksandra Potocka (25 gennaio 1818-6 aprile 1819)
- Maria Potocka (1819-1822)
- Alfred Potocki (1820-1821)
- Adam Józef Potocki (26 febbraio 1822-15 giugno 1872)

## Morte
Morì il 30 gennaio 1832 a Vienna e fu sepolto nella cattedrale del Wawel a Cracovia.